# Olaia (Torres Novas)
Olaia é uma localidade portuguesa do Município de Torres Novas que deu nome à extinta Freguesia de Olaia, freguesia que tinha 21,98 km² de área e 1 725 habitantes (2011), e, por isso, uma densidade populacional de 78,6 hab/km².
A Freguesia de Olaia foi extinta (agregada), pela reorganização administrativa de 2012/2013, tendo o seu território sido agregado ao da Freguesia de Paço para criar a União das Freguesias de Olaia e Paço.

## População
| População da freguesia de Olaia | População da freguesia de Olaia | População da freguesia de Olaia | População da freguesia de Olaia | População da freguesia de Olaia | População da freguesia de Olaia | População da freguesia de Olaia | População da freguesia de Olaia | População da freguesia de Olaia | População da freguesia de Olaia | População da freguesia de Olaia | População da freguesia de Olaia | População da freguesia de Olaia | População da freguesia de Olaia | População da freguesia de Olaia |
| ------------------------------- | ------------------------------- | ------------------------------- | ------------------------------- | ------------------------------- | ------------------------------- | ------------------------------- | ------------------------------- | ------------------------------- | ------------------------------- | ------------------------------- | ------------------------------- | ------------------------------- | ------------------------------- | ------------------------------- |
| 1864                            | 1878                            | 1890                            | 1900                            | 1911                            | 1920                            | 1930                            | 1940                            | 1950                            | 1960                            | 1970                            | 1981                            | 1991                            | 2001                            | 2011                            |
| 1 828                           | 1 970                           | 2 091                           | 2 134                           | 2 416                           | 2 409                           | 2 540                           | 2 613                           | 2 527                           | 2 379                           | 2 268                           | 2 300                           | 2 144                           | 1 917                           | 1 725                           |

| Distribuição da População por Grupos Etários | Distribuição da População por Grupos Etários | Distribuição da População por Grupos Etários | Distribuição da População por Grupos Etários | Distribuição da População por Grupos Etários | Distribuição da População por Grupos Etários | Distribuição da População por Grupos Etários | Distribuição da População por Grupos Etários | Distribuição da População por Grupos Etários | Distribuição da População por Grupos Etários |
| -------------------------------------------- | -------------------------------------------- | -------------------------------------------- | -------------------------------------------- | -------------------------------------------- | -------------------------------------------- | -------------------------------------------- | -------------------------------------------- | -------------------------------------------- | -------------------------------------------- |
| Ano                                          | 0-14 Anos                                    | 15-24 Anos                                   | 25-64 Anos                                   | > 65 Anos                                    |                                              | 0-14 Anos                                    | 15-24 Anos                                   | 25-64 Anos                                   | > 65 Anos                                    |
| 2001                                         | 264                                          | 249                                          | 939                                          | 465                                          |                                              | 13,8%                                        | 13,0%                                        | 49,0%                                        | 24,3%                                        |
| 2011                                         | 215                                          | 164                                          | 876                                          | 470                                          |                                              | 12,5%                                        | 9,5%                                         | 50,8%                                        | 27,2%                                        |

Média do País no censo de 2001:  0/14 Anos-16,0%; 15/24 Anos-14,3%; 25/64 Anos-53,4%; 65 e mais Anos-16,4%
Média do País no censo de 2011:   0/14 Anos-14,9%; 15/24 Anos-10,9%; 25/64 Anos-55,2%; 65 e mais Anos-19,0%

## Descrição
O lugar da Olaia é isolado, sem povoamento algum, mas é este lugar que deu nome à antiga freguesia. Nossa Senhora do Ó é a padroeira desta lugar. Existia uma imagem preciosa na Igreja de Olaia mas nesta altura encontra-se na posse do Museu Nacional de Arte Antiga. Na mesma igreja existe uma pia baptismal que guarda memória de D. Manuel Mendes da Conceição Santos, que foi arcebispo de Évora e cuja causa de beatificação decorre. 

## Localidades
A antiga freguesia de Olaia incluía as seguintes localidades:
1. Lamarosa, que tem uma estação de caminho de ferro onde o Ramal de Tomar se liga com a Linha do Norte. Também é sede da junta de freguesia e tem como padroeiro São Simão;
2. Pé de Cão, lugar onde nasceu D. Manuel Mendes da Conceição Santos e tem como padroeira Nossa Senhora da Conceição;
3. Árgea, lugar conhecido pela Olaria, com a padroeira de Santa Marta;
4. Barroca com a padroeira de Nossa Senhora da Penha de França;
5. Chicharo com a padroeira de Nossa Senhora de Fátima;
6. Valhelhas com o padroeiro de São Bartolomeu.